# Mastigias roseus
Mastigias roseus är en manetart som först beskrevs av S. Reynaud 1830.  Mastigias roseus ingår i släktet Mastigias och familjen Mastigiidae. Inga underarter finns listade i Catalogue of Life.